# Mauricio Jaramillo Marín
Mauricio Jaramillo Marín (Bogotá, 1972) es un periodista colombiano especializado en tecnología y periodismo digital. En la actualidad es director de los medios digitales Impacto TIC y Hangouts de Periodismo.

## Trayectoria
Mauricio Jaramillo trabajó en medios impresos como El Tiempo, revistas Semana, Cambio, Dinero, Gerente e IT Manager, en el canal de televisión Citytv y en el sitio Enter.co, del que fue cofundador. En 2012 fue ganador como mejor periodista digital de Latinoamérica por los Premios de Internet, otorgado en España por la Asociación de Usuarios de Internet, por su contribución a la difusión de Internet y la tecnología. Ese mismo año creó Hangouts de Periodismo, un medio sobre periodismo en el que invita a periodistas de Latinoamérica y España a conversar y debatir sobre temas relacionados con el oficio.
En la actualidad dirige los medios digitales Impacto TIC (especializado en tecnología, innovación y ciencia) y Hangouts de Periodismo (una plataforma para periodistas de Iberoamérica) e imparte conferencias sobre tecnología y periodismo en varios países de la región.
El medio Impacto TIC ha crecido en alcance y reconocimiento nacional e internacional en sus primeros cuatro años, lo que llevó a la adquisición parcial (51 %) por parte de la empresa italiana DIGITAL360, que está conformando un grupo de medios digitales en Latinoamérica.

## Distinciones
- Premio de Internet, categoría Mejor Comunicador de Iberoamérica (2012).
- Top 20 Big Thinkers Iberoamérica (2012).